# Sami Frey

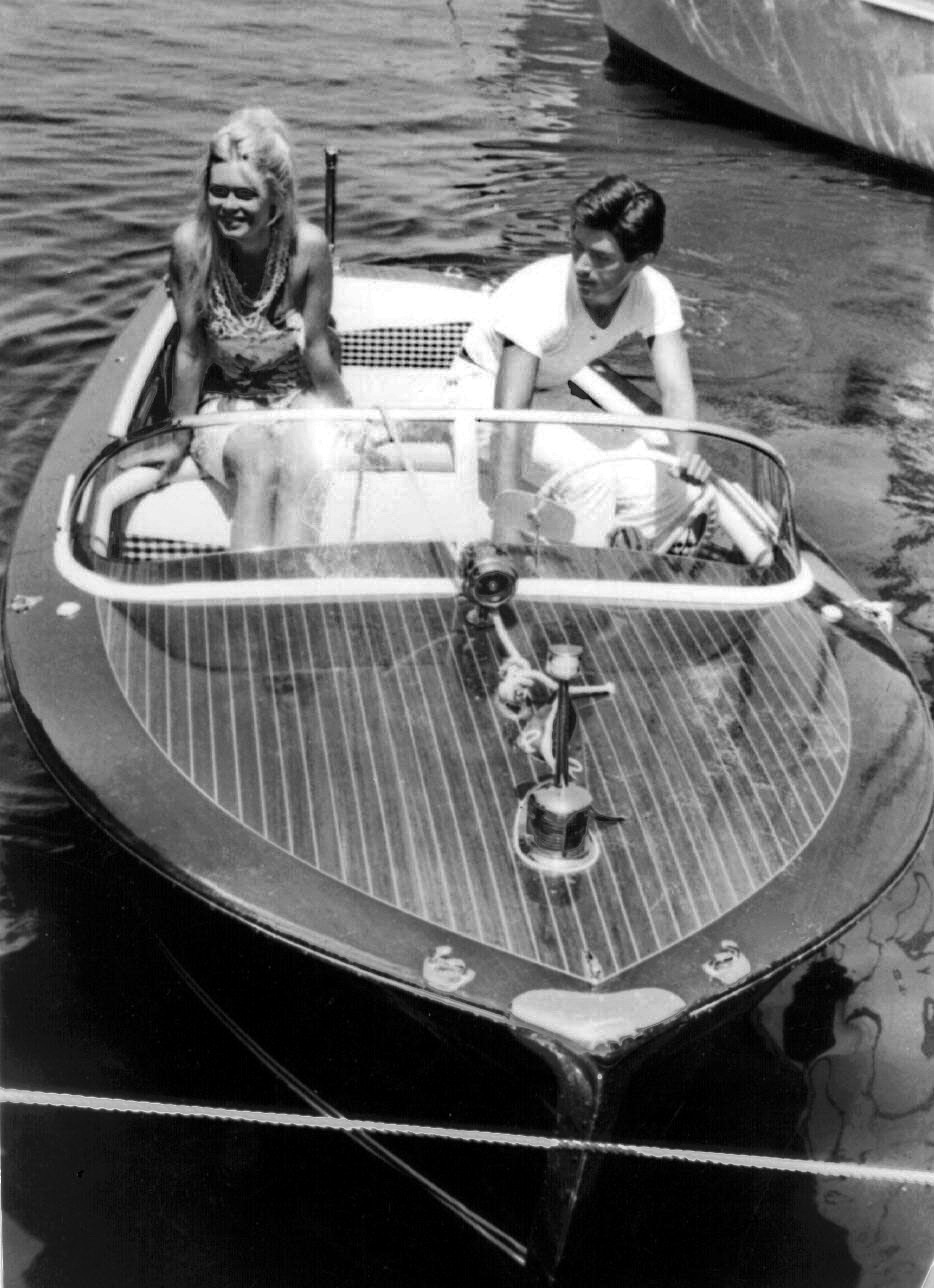
Frey și Brigitte Bardot în Saint-Tropez (1963)

Sami Frey este numele de artist a lui Samuel Frei, (n. 13 octombrie 1937, Paris, Île-de-France, Franța) este un actor francez, fiul lui Mendel Frei și Perla Wolf, evrei polonezi care au emigrat în Franța.

## Biografie
Strămoșii lui Frey erau originari din Polonia. Când părinții lui au căzut victimele persecuției naziste asupra evreilor, Sami a fost ascuns inițial de bunica sa și, după deportarea acesteia, a crescut cu o mătușă în Rodez. După eliberarea Franței la sfârșitul celui de-al Doilea Război Mondial, Frey a decis să devină actor. Sa întors la Paris și a urmat renumitul Cours Simon.
În 1956, Frey a primit primul său rol în filmul Pardonnez nos offenses de Robert Hossein. A devenit cunoscut pentru rolul iubitului personajului principal interpretat de Brigitte Bardot în filmul lui Henri-Georges Clouzot Adevărul (1960). Povestea de dragoste cu Bardot i-a oferit o atenție suplimentară în presă. Unul dintre primele sale succese cinematografice a fost Cleo de la 5 la 7 (1962) de Agnès Varda, o  reprezentantă a Nouvelle Vague.
În anii 1960 și 1970, Frey a apărut în multe filme franceze, printre care Thérèse Desqueyroux (1962, după François Mauriac) și O bandă aparte (1964) de Jean-Luc Godard, unde a jucat rolul unui presupus gangster într-un ménage à trois jucat cu Claude Brasseur și Anna Karina. A mai avut succese, tot într-un triunghi amoros, alături de Yves Montand și Romy Schneider în César și Rosalie de Claude Sautet, precum și în filme de costume precum Mirii anului II și Angelica și regele, dar și în comedia De ce nu? de Coline Serreau.
În anii 1980 a jucat, printre altele, pe iubitul orb al lui Isabelle Adjani în Mortelle Randonnée (1983) și aproape-victimă a Theresei Russell în Văduva neagră (1987). Și-a făcut debutul în filmul american în 1984 în Libelula.
În anii 1990 a apărut, printre altele, ca Antonin Artaud în En company d'Antonin Artaud (1993) și ca Aramis sub conducerea lui Bertrand Tavernier în Fiica lui D'Artagnan (1994) alături de Sophie Marceau. De asemenea, a apărut alături de Marceau în thrillerul Anthony Zimmer din 2005 de Jérôme Salle.
Pe lângă rolurile pe marele ecran, Frey este cunoscut în Franța și ca actor de teatru.

## Filmografie selectivă
- 1956 Pardonnez nos offenses, regia Robert Hossein
- 1958 La strada della violenza (Les Jeux dangereux), regia Pierre Chenal
- 1960 Adevărul (La Vérité), regia Henri-Georges Clouzot
- 1961 Gioventù di notte, regia Mario Sequi
- 1962 I sette peccati capitali (Les Sept péchés capitaux), regia Roger Vadim
- 1962 Il disordine, regia Franco Brusati
- 1962 Cleo de la 5 la 7 (Cléo de 5 à 7), regia Agnès Varda
- 1962 Thérèse Desqueyroux (Thérèse Desqueyroux), regia Georges Franju
- 1963 L'appartamento delle ragazze (L'Appartement des filles), regia Michel Deville
- 1964 O bandă aparte (Bande à part), regia Jean-Luc Godard
- 1964 Statornicia rațiunii (La costanza della ragione), regia Pasquale Festa Campanile
- 1966 Angelica și regele (Angélique et le roy), regia Bernard Borderie
- 1968 Manon 70, regia Jean Aurel
- 1968 Spuma zilelor (L'écume des jours), regia Charles Belmont
- 1969 Evviva la libertà (Mr. Freedom), regia William Klein
- 1971 Mirii anului II (Les Mariés de l'an deux), regia Jean-Paul Rappeneau
- 1972 César și Rosalie (César et Rosalie), regia Claude Sautet
- 1974 Sweet Movie - Dolce film (Sweet Movie), regia Dušan Makavejev
- 1976 Lettere a Emmanuelle (Néa), regia Nelly Kaplan
- 1977 De ce nu? (Pourquoi pas!), regia Coline Serreau
- 1979 Apri bene le orecchie (Écoute voir...), regia Hugo Santiago
- 1983 Mia dolce assassina (Mortelle Randonnée), regia Claude Miller
- 1984 Libelula (The Little Drummer Girl), regia George Roy Hill
- 1985 Vita di famiglia (La Vie de famille), regia Jacques Doillon
- 1986 L'Unique, regia Jérôme Diamant-Berger
- 1987 Văduva neagră (Black Widow), regia Bob Rafelson
- 1988 L'opera al nero (L'Œuvre au noir), regia André Delvaux
- 1990 Africana (L'africana / Die Rückkehr), regia Margarethe von Trotta
- 1993 En compagnie d'Antonin Artaud, regia Gérard Mordillat
- 1994 Fiica lui D'Artagnan (La Fille de d'Artagnan), regia Bertrand Tavernier
- 2000 Actors (Les Acteurs) regia Bertrand Blier
- 2002 La Repentie, regia Laetitia Masson
- 2005 Anthony Zimmer, regia Jérôme Salle
- 2007 Il regista di matrimoni, regia Marco Bellocchio
- 2012 Le Nez dans le ruisseau, regia Christophe Chevalier
- 2015 Marguerite & Julien - La leggenda degli amanti impossibili (Marguerite et Julien), regia Valérie Donzelli